# Johann Moritz (Nassau-Siegen)

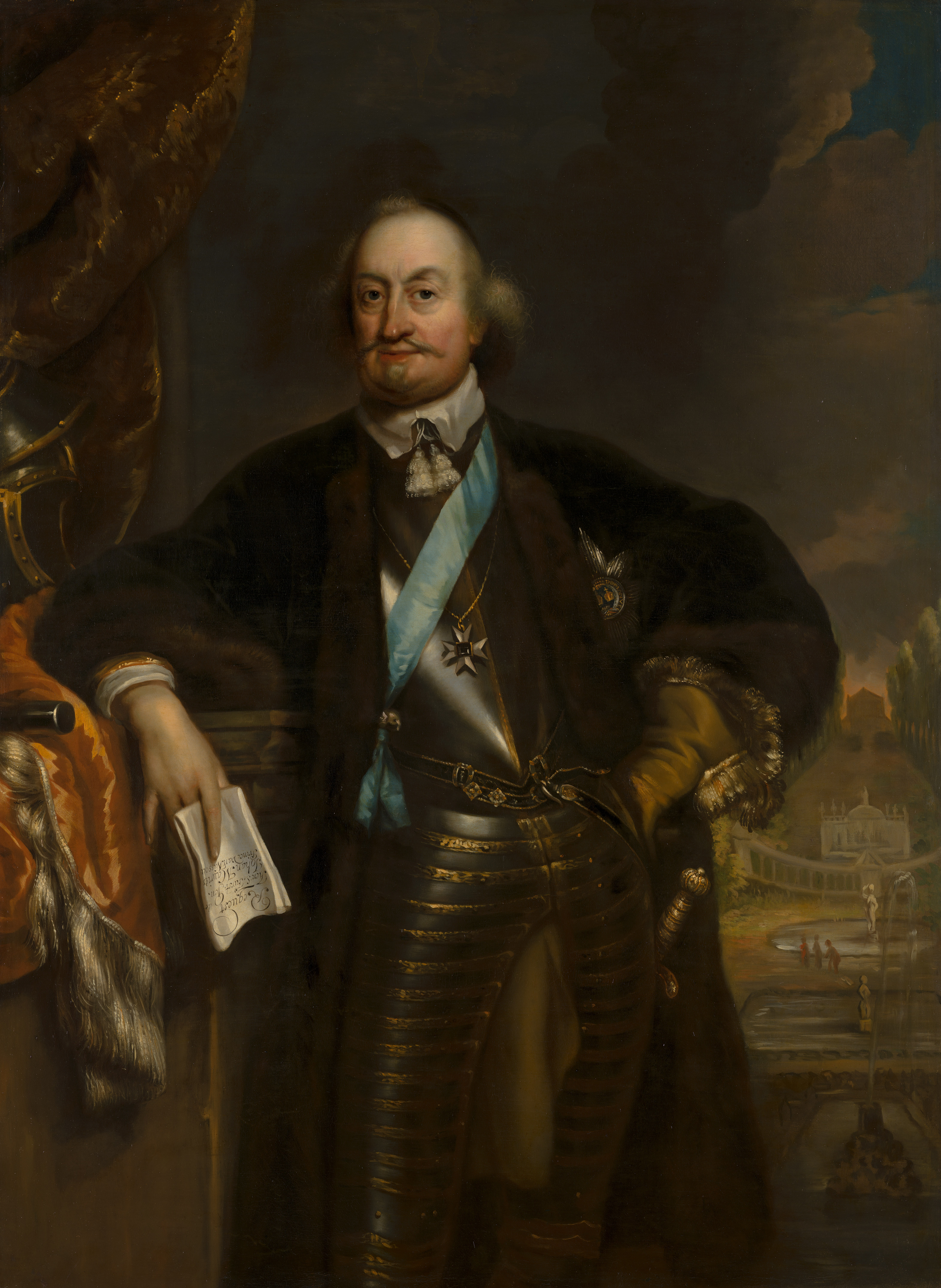
Johann Moritz um 1668 (von Jan de Baen)

Johann Moritz Fürst von Nassau-Siegen (* 17. Juni oder 18. Juni 1604 in Dillenburg; † 20. Dezember 1679 in Berg und Tal im Ortsteil Hau der Gemeinde Bedburg-Hau; niederländisch Johan Maurits van Nassau-Siegen, portugiesisch João Maurício de Nassau-Siegen), auch „Der Brasilianer“ genannt, war ein regierender Graf von Nassau-Siegen aus dem Haus Nassau. 1652 wurde er in den Reichsfürstenstand erhoben.
Moritz diente der Republik der Vereinigten Niederlande als Offizier, zuletzt als Feldmarschall, ab 1636 bis 1644 als Generalgouverneur der Besitzungen der Niederländischen Westindien-Kompanie in Niederländisch-Brasilien sowie als Gouverneur von Wesel und Utrecht.
Dem brandenburgischen Kurfürsten Friedrich Wilhelm diente er ab 1649 als Statthalter im Herzogtum Kleve und der Grafschaft Mark, ab 1658 auch im Fürstentum Minden. 1652 wurde er außerdem Herrenmeister des Johanniterordens. Auch als Bauherr erlangte er Bedeutung.

## Leben
Geboren wurde Moritz als Sohn des Grafen Johann VII. von Nassau-Dillenburg, der von 1607 bis zu seinem Tode 1623 regierender Graf von Nassau-Siegen war. Dessen Onkel war Wilhelm von Nassau-Dillenburg, der als Wilhelm der Schweiger zum Gründer der unabhängigen Niederlande und Begründer des Hauses Oranien geworden war. Seine Mutter war Margarethe von Schleswig-Holstein-Sonderburg, eine Nichte des dänischen Königs und zweite Ehefrau des Vaters. Seinen Vornamen Moritz erhielt er nach Moritz von Oranien, dem Vetter seines Vaters. Er hatte insgesamt 24 Geschwister und Halbgeschwister, von denen viele im Kindesalter starben. Die überlebenden Brüder traten – wie er selbst – allesamt in auswärtige Militärdienste, da die Erträge der kleinen Grafschaft bescheiden waren.

### Im Dienst der Republik der Vereinigten Niederlande
Moritz trat 1621 in die Dienste der Republik der Vereinigten Niederlande und zeichnete sich unter der Leitung des Prinzen Friedrich Heinrich von Oranien 1626 bei der Belagerung von Groenlo und 1632 vor Maastricht aus.
Nach dem Tod des Vaters 1623 usurpierte Moritz’ älterer Halbbruder Johann VIII. die gesamte Grafschaft Nassau-Siegen, die laut Testament zwischen drei Brüdern, darunter Johann Moritz, hätte aufgeteilt werden sollen. Da Johann VIII. bereits 1612 zum Katholizismus konvertiert war, begann er nun mit Hilfe von Jesuiten aus Köln mit der Rekatholisierung der Grafschaft. Während Johann VIII. als kaiserlicher General in den Niederlanden und Frankreich kämpfte, besetzen schwedische Truppen 1632 die Grafschaft Nassau-Siegen. Johann Moritz nutzte nun die Gelegenheit, die Regierung der Grafschaft zu übernehmen und vertrieb die Jesuiten aus Siegen. 1636 wendete sich das Kriegsglück wieder zugunsten der kaiserlichen Partei und Johann VIII. begann in Siegen erneut mit seiner gewalttätigen Gegenreformation.

### Generalgouverneur von Niederländisch-Brasilien
Ebenfalls 1636 reiste Moritz als Generalgouverneur der Besitzungen der Niederländischen Westindien-Kompanie nach Niederländisch-Brasilien. Dort eroberte Moritz, obwohl er nur geringe Streitkräfte zur Verfügung hatte, einen großen Teil des Landes und verwaltete es so vortrefflich, dass es zu hoher Blüte gedieh. Seine umfangreiche, in Brasilien zusammengetragene naturhistorische und ethnographische Sammlung veränderte durch ihre Verbreitung an den europäischen Fürstenhöfen das Bild der Neuen Welt. Eindrucksvolle bildnerische Zeugnisse dieser Expedition sind uns insbesondere durch die Maler Frans Post (1612–1680) und Albert Eckhout (1610–1665; Theatrum rerum naturalium Brasiliae) sowie durch das von Moritz von Nassau geförderte zwölfbändige Werk Historia Naturalis Brasiliae erhalten geblieben.

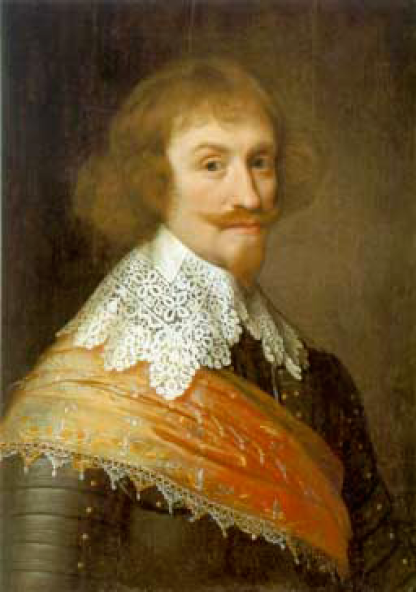
Porträt von 1637

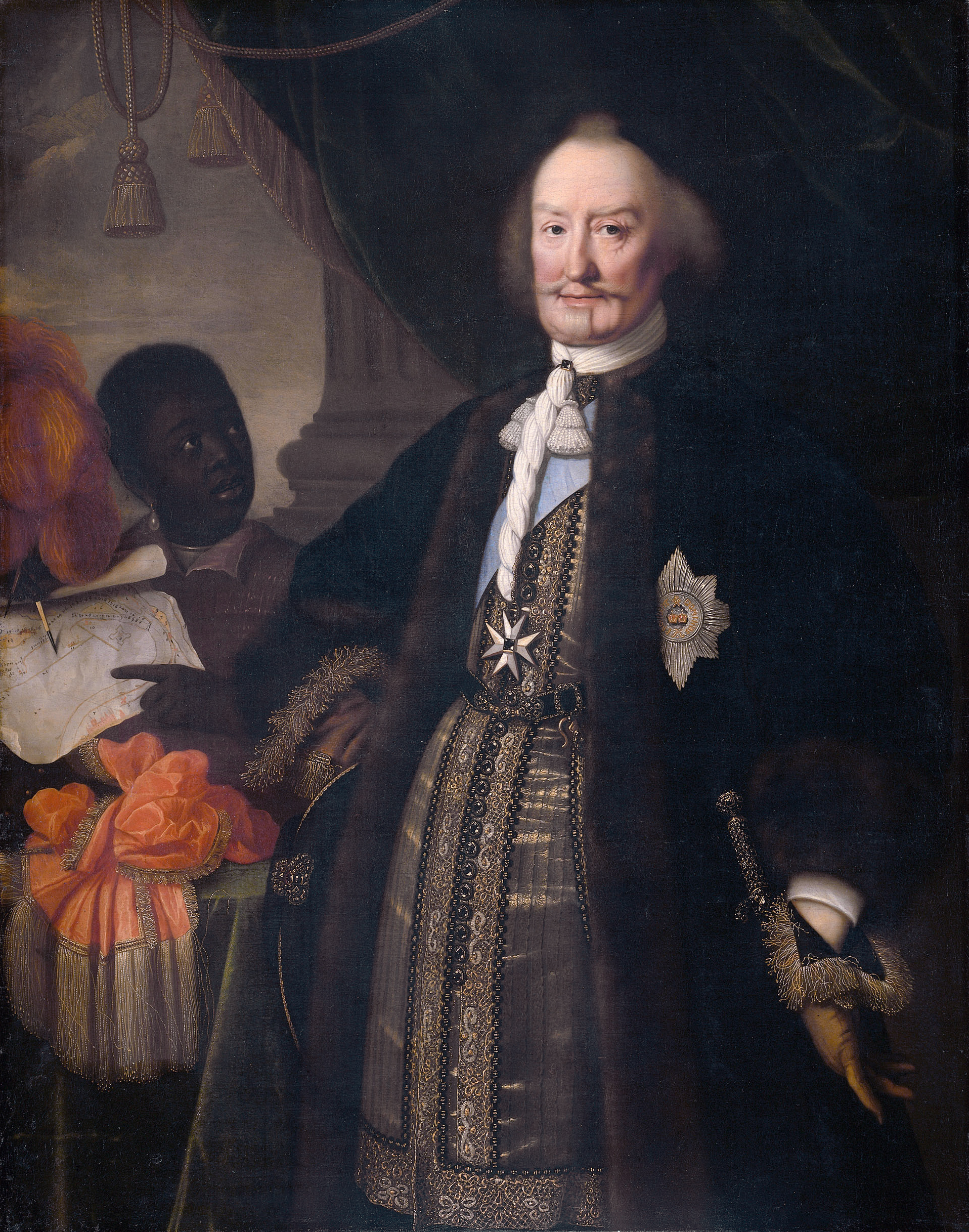
Johann Moritz (mit dem Großkreuz des Johanniterordens) von Pieter Nason (1675)

Moritz entsandte 1637 eine Expedition mit neun Schiffen und circa 800 Soldaten an die afrikanische Küste, die für die Holländer die portugiesische Festung und wichtigste Handelsniederlassung an der Küste von Guinea, São Jorge da Mina, eroberte. Im Frühjahr 1638 drang er an der brasilianischen Küste südlich vor, belagerte Bahia aber vergeblich. Im Juli starb sein Bruder Johann VIII. in Flandern.
Nachdem die portugiesische und die spanische Flotte durch die Holländer vor Itamaracá (12.–17. Januar 1640) beinahe ganz vernichtet worden waren, begann der Krieg in Brasilien aufs Neue und wurde mit großer Grausamkeit geführt. Um die große Anzahl von Abenteurern unter seinen Fahnen zu beschäftigen, unternahm Moritz eine Expedition nach Chile (1643).
In Brasilien wurden zwei von ihm gegründete Orte nach ihm benannt, die Festung Moritzschloss an der Mündung des Rio São Francisco und die Stadt Mauritsstad (Moritzstadt, heute Recife).

### Brandenburgischer Statthalter und Diplomat
1644 nach Holland zurückgekehrt, wurde Moritz zum Gouverneur von Wesel und General der Reiterei ernannt. Gleichzeitig entbrannte vor dem Reichshofrat in Wien eine hitzige Debatte um die Testamente seines Vaters. Die Witwe seines Bruders Johann VIII., Ernestine von Ligne, beanspruchte die Grafschaft Siegen für ihren Sohn Johann Franz Desideratus. Schlussendlich wurde das Testament von 1621 von Kaiser Ferdinand III. 1648 ratifiziert und damit die Dreiteilung der ohnehin schon kleinen Grafschaft durchgesetzt.
Moritz’ Freundschaft mit dem brandenburgischen Kurfürsten Friedrich Wilhelm, den er 1635 kennengelernt hatte, festigte sich, als dieser 1646 Louise Henriette, die älteste Tochter des niederländischen Statthalters Friedrich Heinrich von Oranien, heiratete. 1649 ernannte ihn der Kurfürst zu seinem Statthalter in Kleve und Mark, ab 1658 auch von Minden. Als niederländischer Kommandant der rechtsrheinischen Festungen und als brandenburgischer Statthalter hatte Johann Moritz somit eine Doppelfunktion inne, die ihn zu einem Garanten der Stabilität der westlichen Territorien Brandenburgs machte.
Seine Erfahrungen, sein Verhandlungsgeschick und die guten Kontakte prädestinierten ihn für hochrangige diplomatische Missionen im Dienste Brandenburgs. 1652 erhob ihn Kaiser Ferdinand III. in den Reichsfürstenstand. Aus diesem Anlass schenkte Johann Moritz „seiner“ Stadt Siegen im Jahre 1658 das berühmte Krönchen auf der Nikolaikirche. Ebenfalls 1652 wurde er auf Antrag des Großen Kurfürsten zum Herrenmeister des Johanniterordens der Ballei Brandenburg ernannt und zuvor in aller Eile vom Ordenssenior Georg von Winterfeld zum Johanniterritter geschlagen. Auch dieses Amt bekleidete Johann Moritz mit großem Erfolg. Es gelang ihm, das durch den Dreißigjährigen Krieg verwüstete Ordensgebiet wirtschaftlich und kulturell zu entwickeln. Dazu gehörte auch der Neubau des Johanniterschlosses in Sonnenburg (Neumark). Moritz gab den großformatigen Atlas des Großen Kurfürsten in Auftrag und schenkte das vermutlich zwischen 1661 und 1664 zusammengestellte Werk dem Großen Kurfürsten. Deshalb wird der Atlas auch als „Mauritius-Atlas“ bezeichnet.
1658 war Moritz als brandenburgischer Gesandter bei der Wahl Kaiser Leopold I. in Frankfurt tätig, schloss 1661 den Defensivvertrag zwischen England und Brandenburg ab.

### Feldmarschall der Niederlande und Gouverneur von Utrecht
Im Zweiten Englisch-Niederländischen Krieg erhielt Moritz 1665 das Kommando der holländischen Truppen gegen Münster, wurde 1671 erster Feldmarschall der Niederlande, befehligte die Holländer im Krieg gegen Ludwig XIV. (1672–74) und nahm an der Schlacht bei Seneffe am 11. August 1674 hervorragenden Anteil.
1674 wurde Moritz Gouverneur von Utrecht und zog sich 1676 ins Privatleben zurück. 1678 setzte der unverheiratet gebliebene und kinderlose Fürst seinen Neffen und Adoptivsohn Wilhelm Moritz von Nassau-Siegen testamentarisch als Mitregenten für das Fürstentum Nassau-Siegen und als Erben des protestantischen Landesteils ein. Johann Moritz von Nassau-Siegen starb am 20. Dezember 1679 in Berg und Tal bei Kleve.

## Bauten
Der Bau- und Gartenkunst, mehr noch einer großräumigen Landschaftsgestaltung galt seine besondere Leidenschaft. Als Johann Moritz 1679 starb, hatte der Fürst, dessen Motto bereits in jungen Jahren Qua patet orbis (Soweit der Erdkreis reicht) lautete, dank seiner geografisch weit gestreuten Ämter von Brasilien bis in die Neumark zahlreiche Residenzen und Landschaften gestaltet.
Von weitreichender kunst- und kulturhistorischer Bedeutung ist sein Beitrag zur Verbreitung der palladianisch-klassizistischen Architektur nördlich der Alpen. Während seines Aufenthaltes am statthalterlichen Hof in Den Haag ließ sich Johann Moritz von Jacob van Campen (1595–1657) ab 1633 ein repräsentatives Stadtpalais, das Mauritshuis (jetzt Museum) unmittelbar neben dem Binnenhof errichten. Mit diesem Bau entstand erstmals in den Niederlanden ein in Grund- und Aufriss rein klassizistischer Bau auf Grundlage der italienischen Architekturtheorie.
Durch Johann Moritz wurde der neue holländische Klassizismus auch nach Brandenburg exportiert. Für das Ordensschloss Sonnenburg zog er 1662–1667 den niederländischen Baumeister Cornelis Ryckwaert heran; das Schloss ist 1973 ausgebrannt.

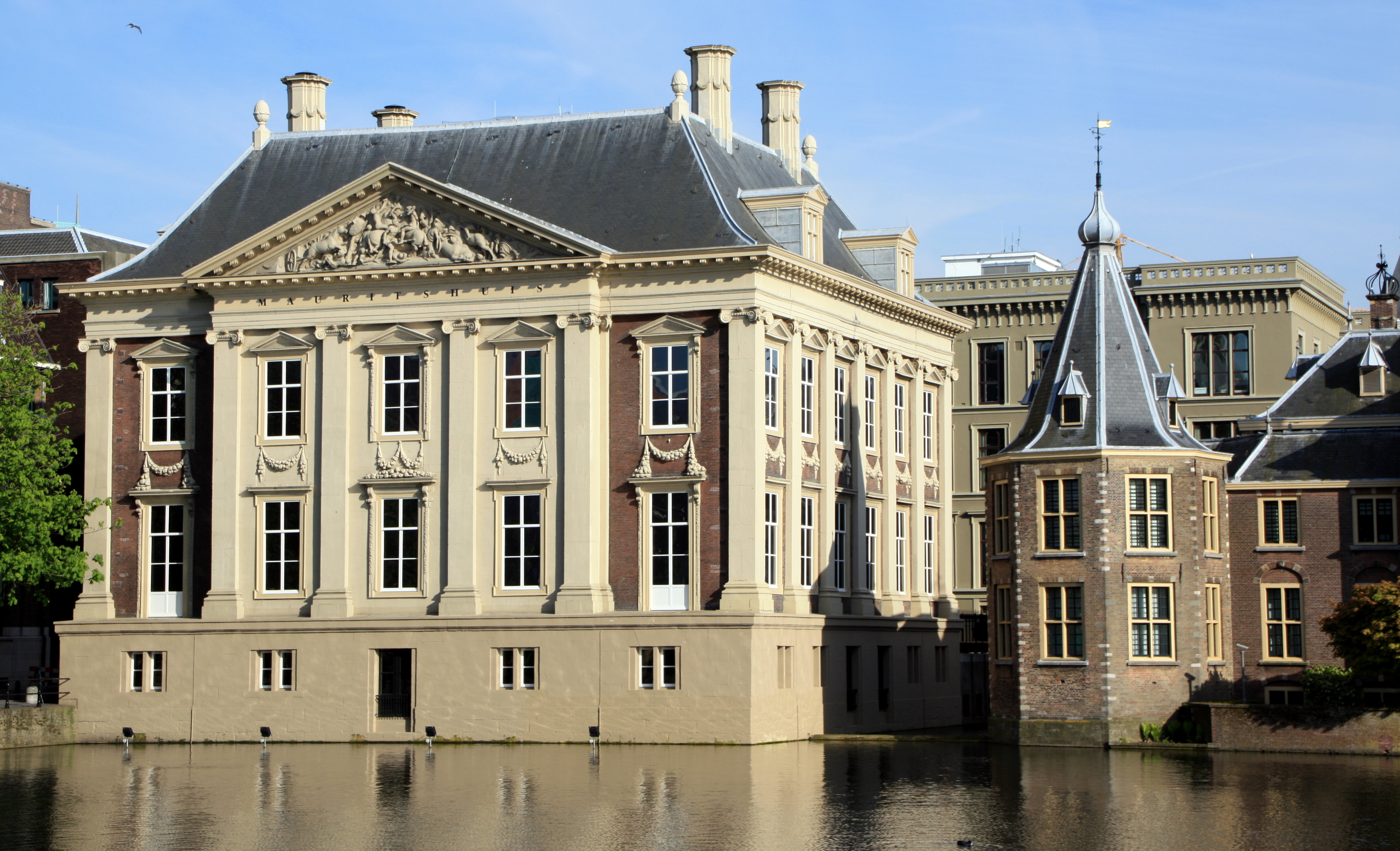
Mauritshuis in Den Haag (erbaut 1633–1644)
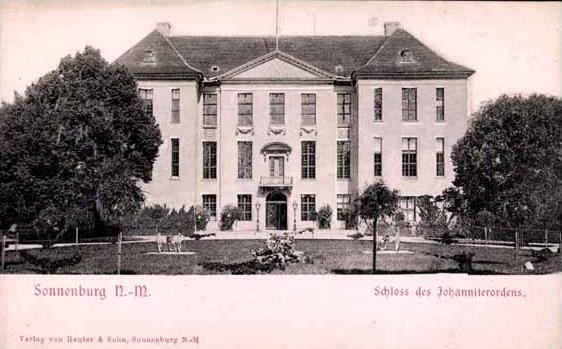
Ordensschloss Sonnenburg, Neumark (erbaut 1662–1667)
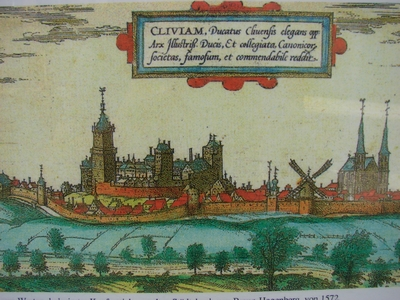
Kleve

Von Anfang an widmete er sich der Modernisierung und Erweiterung der statthalterlichen Residenz Kleve, wo er die alte Schwanenburg der Herzöge von Kleve bezog. Auf großartige Weise bezog er ihre hügelige und waldreiche Umgebung in ein System von Alleen, Kanälen und Sichtachsen ein, die blühende Gärten und kleine Schlösser miteinander verbanden, darunter den Alten Park, Alten Tiergarten, das Jagdschloss Haus Freudenberg, die Wasserburg Rindern und den Aussichtspunkt auf dem Papenberg. Seit 2007 verbindet der Prinz-Moritz-Weg die Gärten an der Schwanenburg mit dem Grabmal am Papenberg. Als Voltaire-Weg führt er von dort aus weiter bis zum Schloss Moyland.
Ohne Zweifel waren die Klever Anlagen Vorbild für die vom Großen Kurfürsten geplante Verschönerung der Insel Potsdam. Die seit 1646 in Berlin angelegten Sichtachsen, die auf das Stadtschloss ausgerichtet waren (u. a. die spätere Allee Unter den Linden), wurden unter Leitung von Johann Moritz konzipiert, der den Großen Kurfürsten zudem in allen Fragen der Architektur- und Gartengestaltung beriet. Er vermittelte Baumeister, Festungsingenieure, Maler, Bildhauer und Handwerker an den Berliner Hof und war neben der Kurfürstin, Luise Henriette von Oranien, der wichtigste Vermittler niederländischer Kunst in Brandenburg.
Er begann 1668 mit dem Ausbau des „Nassauischen Hofes“ (ursprünglich ein Kloster, später als Schule genutzt) zum Unteren Schloss in Siegen. In dem Neubau ließ er auch die Fürstengruft als Grablege für sich und seine Nachfolger anlegen. Das Untere Schloss wurde beim Stadtbrand von 1695 jedoch bis auf Tor und Fürstengruft zerstört und erst ab 1698 wieder aufgebaut.

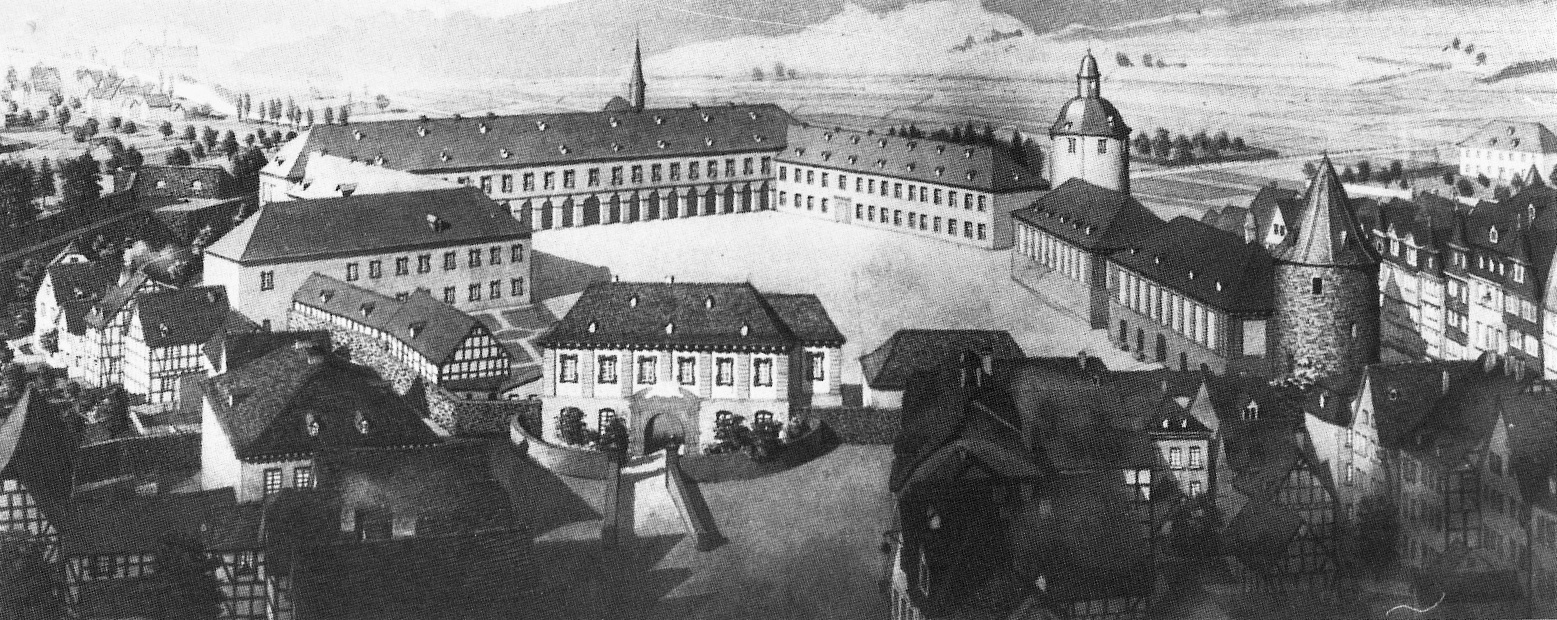
Panoramadarstellung des Unteren Schlosses Siegen (18. Jh.)
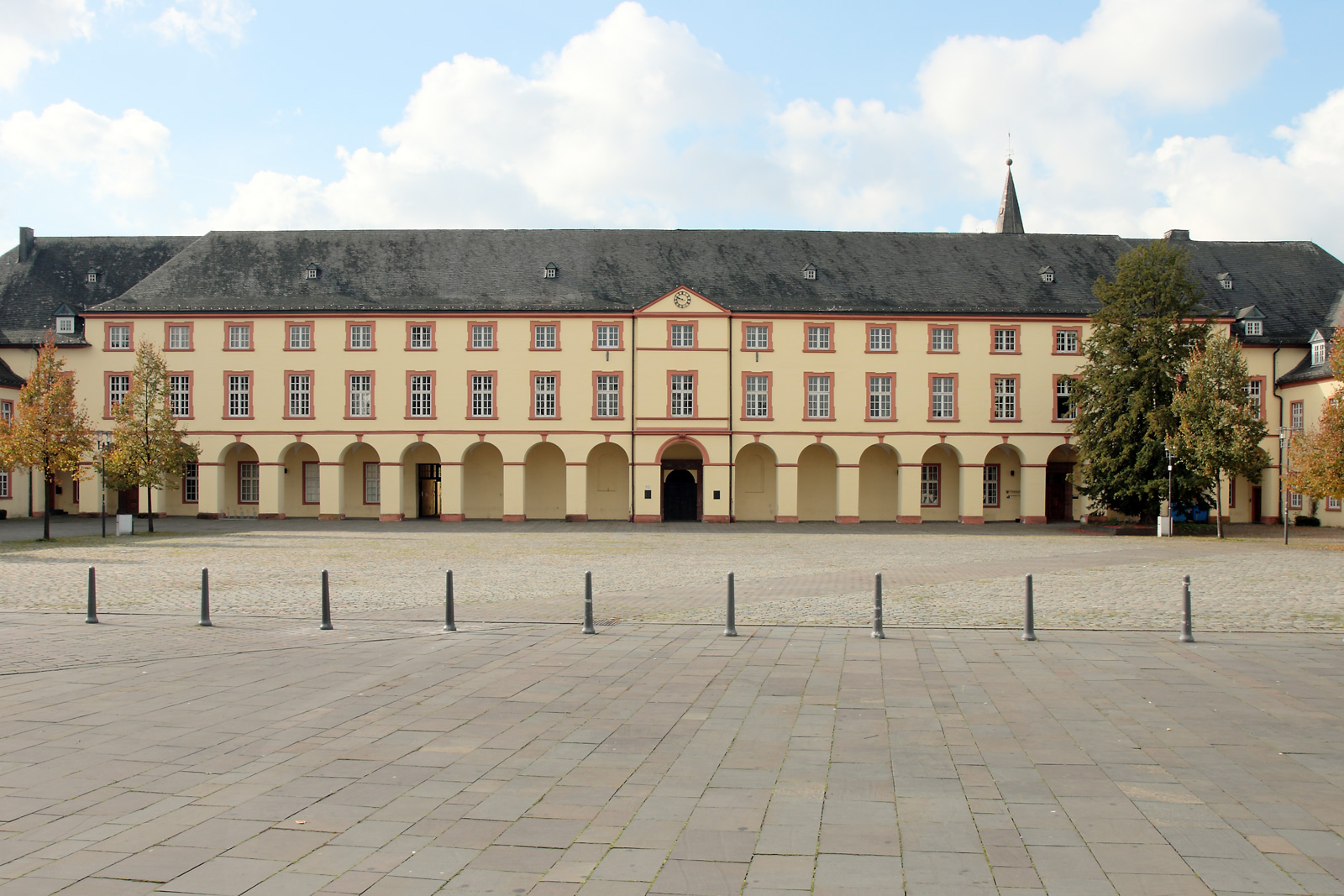
Unteres Schloss (Corps de Logis)

In seinem Park im Ortsteil Hau der Gemeinde Bedburg-Hau hatte er 1678 neben seinem Wohnhaus unter freiem Himmel eine Grab-Tumba anlegen lassen, eine für die damalige Zeit höchst ungewöhnliche, für einen Barockfürsten geradezu unziemlich erscheinende Idee. Vom Papenberg strahlen drei Alleen in Form eines „Hahnenfußes“ in den Wald. Am Ende der westlichen Achse liegt das Grabmal, das aus der gusseisernen, reichverzierten Tumba und viertelkreisförmigen Mauern besteht, in welche antike römische Kunstwerke eingelassen waren, die man 1820 in das neu gegründete Museum nach Bonn brachte und durch Kopien ersetzte. Johann Moritz hatte zuletzt verfügt, dort (und nicht, wie ursprünglich verfügt, in der Siegener Fürstengruft) beigesetzt zu werden, was zunächst auch geschah. Am 24. November 1680 wurde sein Leichnam jedoch in die Fürstengruft überführt. Friedrich II. von Preußen, dem das nahegelegene Schloss Moyland gehörte, bezog sich ausdrücklich auf das Vorbild Johann Moritz’, als er – noch vor dem Bau von Schloss Sanssouci – am Rande der künftigen Schlossterrasse 1744 für sich eine Gruft anlegen ließ; auch er wurde jedoch – entgegen seiner testamentarischen Verfügung – nicht dort, sondern in der Potsdamer Garnisonkirche beigesetzt und fand erst 1991 seine letzte Ruhestätte im Park von Sanssouci.

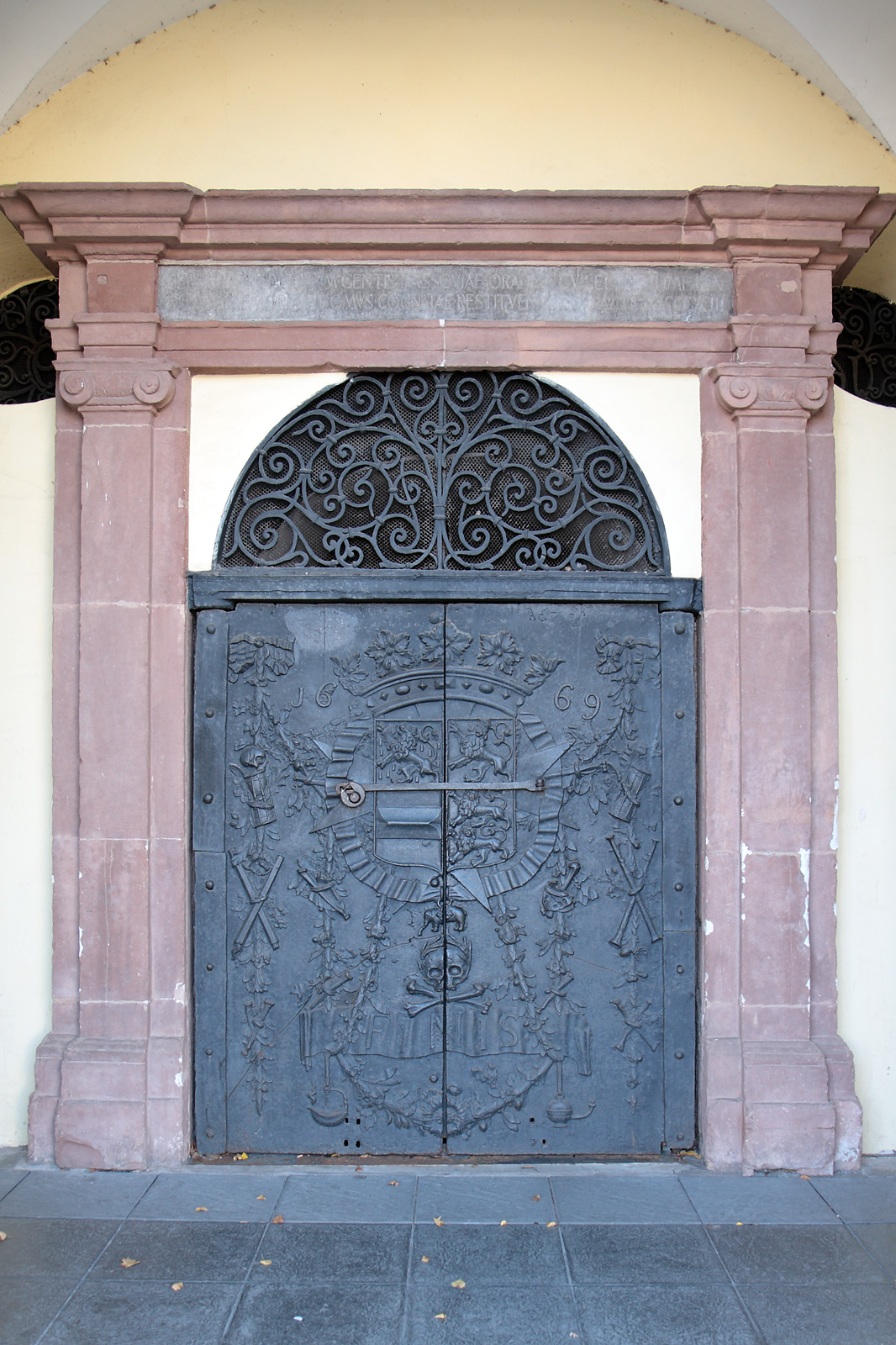
Eingang zur Fürstengruft im Unteren Schloss
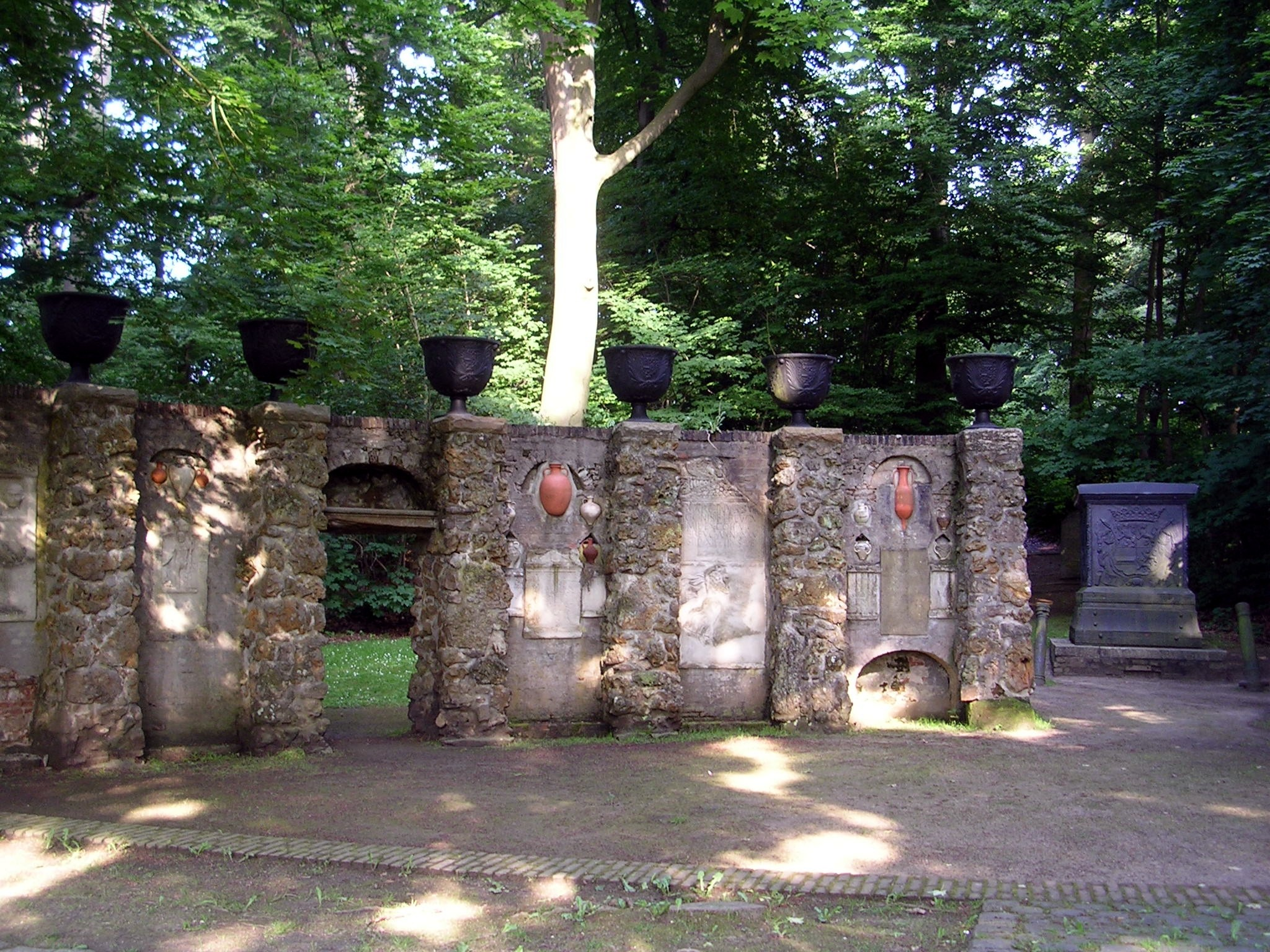
Prinz-Moritz-Grabmal bei Kleve
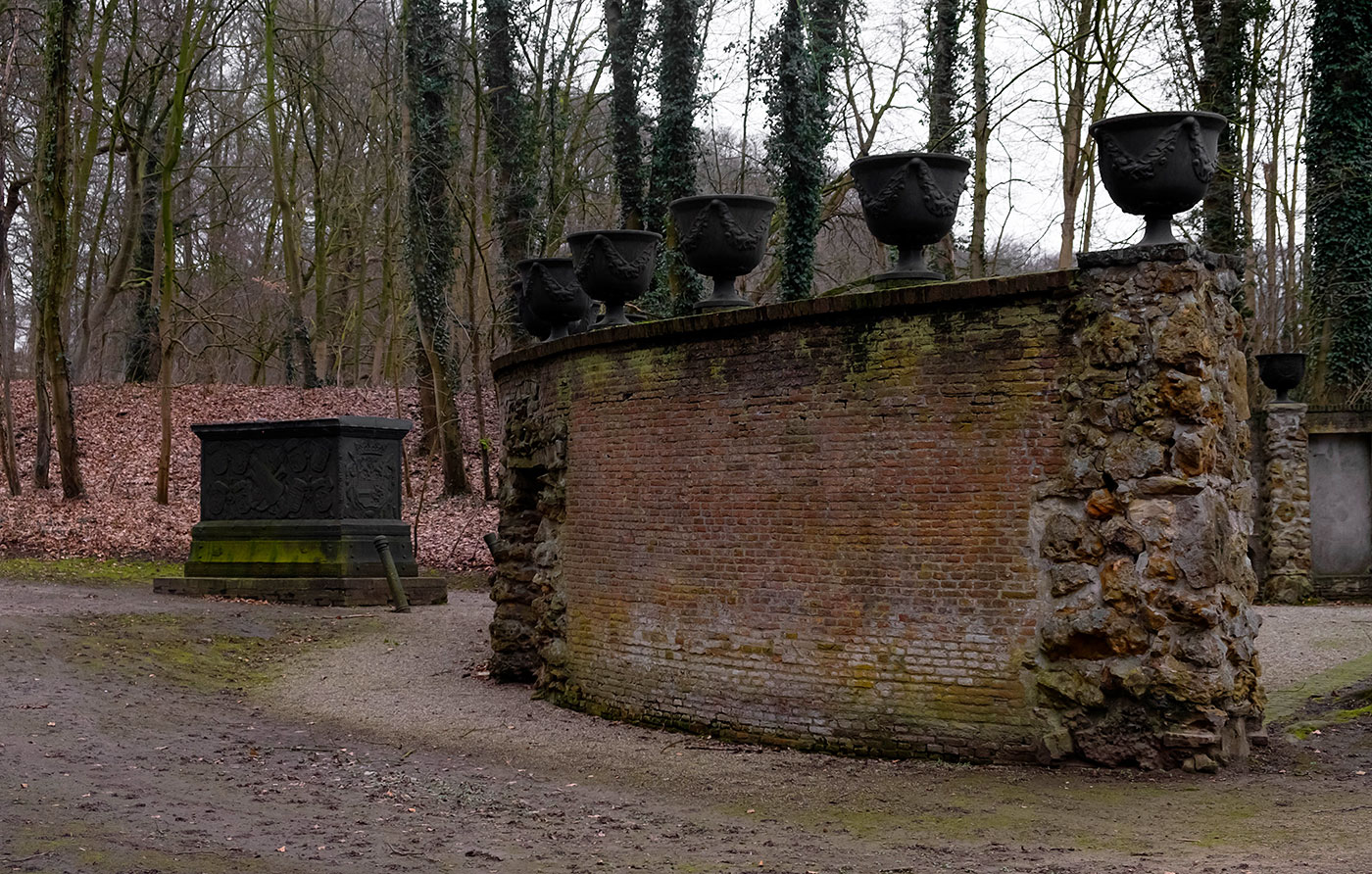
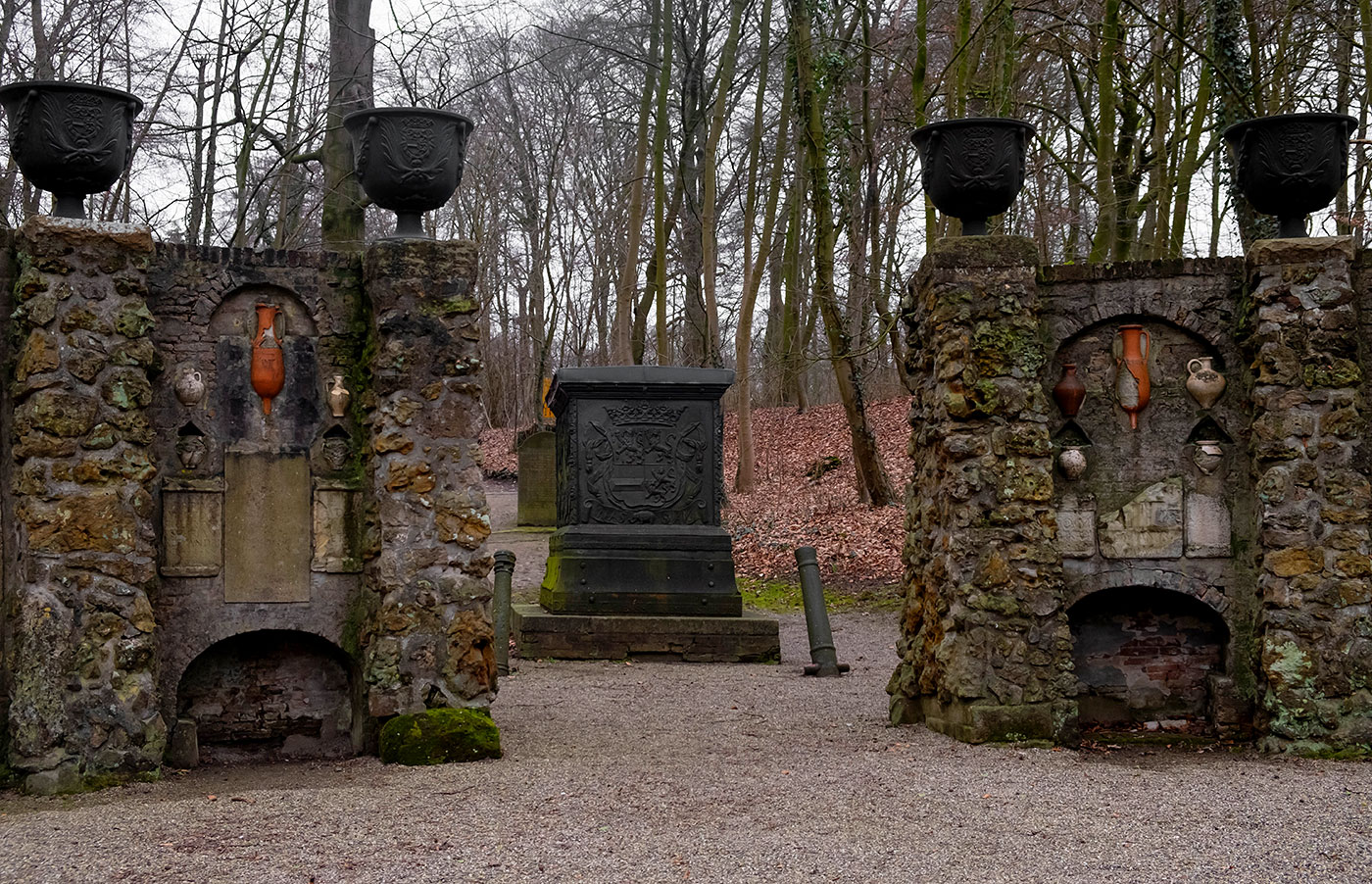

## Ehrungen
Die Stadt Kleve verleiht den Johann-Moritz-Kulturpreis, den unter anderem Fritz Getlinger, Friedrich Gorissen und das XOX-Theater Kleve erhielten. In der nahe der Stadt Kleve gelegenen Stadt Emmerich am Rhein war eine Bundeswehrkaserne nach ihm benannt. Seit 1948 trägt eine 1886 gegründete Rektoratschule im heutigen Siegener Stadtteil Weidenau den Namen „Fürst-Johann-Moritz-Gymnasium“.
Zwei Kriegsschiffe der niederländischen Marine wurden zu seinen Ehren benannt: das Kanonenboot Hr.Ms. Johan Maurits van Nassau (1932) und die Fregatte Hr.Ms. Johan Maurits van Nassau (1943). 2004 wurde der Asteroid (11238) Johanmaurits nach ihm benannt.
Nach ihm benannt sind außerdem die Pflanzengattungen Mauritia L.f. aus der Familie der Palmen (Arecaceae) und Nassavia Vell. aus der Familie der Seifenbaumgewächse (Sapindaceae).
Zudem ist mit „Fürst Johann Moritz“ eine Biermarke nach ihm benannt, die von der Firma Getränke Gefromm als Eigenmarke in Fass und Flasche vertrieben wird.

## Die Amtshandlungen von Johann Moritz in Niederländisch-Brasilien

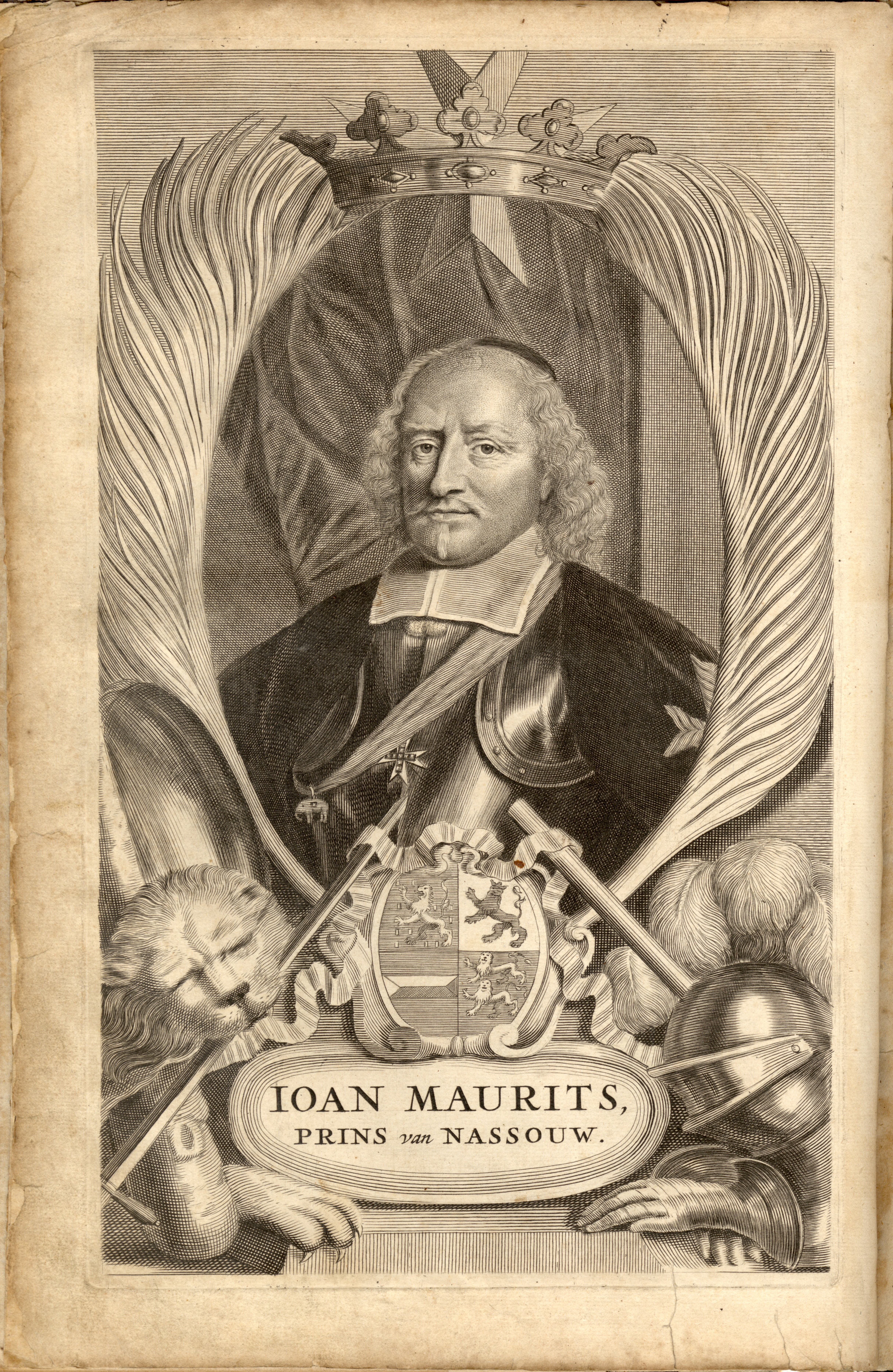
Ioan Maurits, Prins van Nassouw, in: Adrianus Montanus, De Nieuwe en Onbekende Weereld (1671)

Sehr zügig nach seiner Landung in Recife  am 23. Januar 1637, nach 91-tägiger Überfahrt mit einem Segelschiff, begann Johann Moritz damit, die politischen Verhältnisse zu klären. Er brach zu seinem ersten Feldzug gegen die Stadt Porto Calvo auf, von wo aus die niederländischen Niederlassungen von den Portugiesen angegriffen wurden. Bereits im April 1637 konnte er einen Sieg bei Porto Calvo im Süden Pernambucos verzeichnen. Johann Moritz drängte die luso-brasilianischen Truppen über den Sao-Francisco-Fluss zurück. Am linken Flussufer wurde die Südgrenze des holländischen Besitzes durch ein Fort gesichert.
Weitere Siege konnte Johann Moritz im Jahr 1637 in der Provinz Ceará im Norden verzeichnen und jenseits des Atlantiks das portugiesische Fort El Mina an der afrikanischen Goldküste, das für den Sklavenhandel von Bedeutung war. Somit kontrollierten die Niederländer die Hälfte aller portugiesischen Provinzen in Brasilien. 1638 musste Johann Moritz eine Niederlage bei der Eroberung São Salvadors, die die Hauptstadt des portugiesischen Brasiliens war, einstecken. Aufgrund der zu geringen Truppenzahl schaffte er dies im April / Mai 1638 nicht. Zwei Jahre später gelang es Johann Moritz, die Rückeroberung Pernambucos abzuwehren, obwohl er zahlenmäßig gegen die spanische / portugiesische Armada unterlegen war.
Johann Moritz Aufgabe bestand neben der militärischen Sicherung auch darin, die Verwaltung der Kolonie neu zu organisieren. Eine Maßnahme war der Aufbau einer zumindest einigermaßen funktionierenden lokalen Verwaltung. Er verordnete den Aufbau von lokalen Magistraten, so wie in der niederländischen Staatsverfassung. In den lokalen Magistraten waren Holländer und Portugiesen vertreten. Um dort vertreten zu sein, mussten sie aber den Eid auf die Regierung in Recife ablegen. Dass sowohl Niederländer als auch Portugiesen in den Magistraten vertreten waren, sollte zu einem friedlichen Zusammenleben von Portugiesen und Niederländern verhelfen. Das hat auf Dauer jedoch nicht funktioniert.

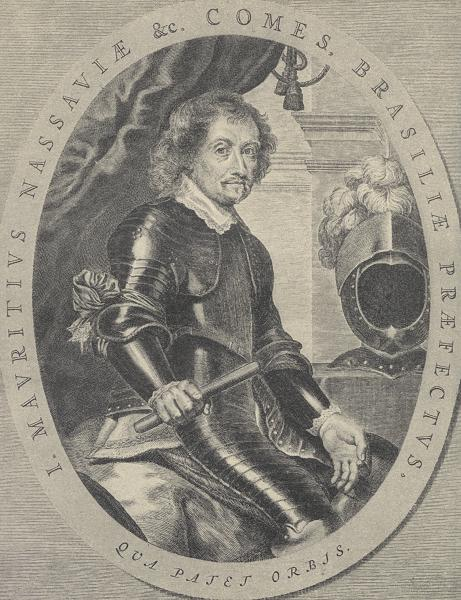
Kupferstich des schon betagten Johann Moritz

Nachdem Johann Moritz die niederländische Herrschaft militärisch konsolidiert hatte, machte er sich an den Wiederaufbau der Zuckerindustrie. Allerdings hatte Johann Moritz eine andere Vorstellung davon als die westindische Kompanie. Sie forderte immer größere Zuckermengen, die exportiert werden sollten, damit sie das Unternehmen Kolonie finanzieren konnten. Johann Moritz verlangte aber zunächst mehr Unterstützung von der westindischen Kompanie, damit die Kolonie befriedet werden und dadurch die Zuckerproduktion gesteigert werden konnte. Diese unterschiedlichen Ansichten konnten während der gesamten Amtszeit von Johann Moritz nicht gelöst werden. Die dortige Zuckerindustrie wurde durch Krieg und Flucht der Plantagen- und Mühlenbesitzer sehr in Mitleidenschaft gezogen. Durch eine amtliche Verkündigung, in der er alle geflohenen Bewohner zur Rückkehr eingeladen hatte, versuchte er die Zuckerindustrie wieder zu beleben.
Den Menschen versprach er Glaubensfreiheit. Sie konnten ihrem katholischen Glauben nachgehen und Prozessionen durchführen. Zudem versprach er ihnen die Rückgabe ihres alten Besitzes und die Gleichberechtigung mit den Niederländern. Das setzte Johann Moritz so um, indem er eine Verordnung erließ. In dieser Verordnung stand, dass alle stillgelegten Zuckermühlen beschlagnahmt werden sollten und wieder öffentlich versteigert werden sollten. Luso-Brasilianer und Niederländer ersteigerten die Zuckermühlen, die sie wieder aufbauten und auf den technisch neuesten Stand brachten. Das Geld für die Ersteigerungen, für den Wiederaufbau der Zuckermühlen und für den Kauf von Sklaven bekamen sie von der Westindischen Kompanie, von Kaufleuten, Finanzmaklern und sephardischen Juden in Form von Krediten. Diese Kredite zahlten die Kreditnehmer zurück, indem sie den Gewinn der Zuckermühlen über mehrere Jahre abgaben. Zunächst kam ein wirtschaftlicher Aufschwung. Die Zuckerproduktion und der Handel waren bis 1641/1642 so groß wie bis dahin noch nie. Das Problem lag aber darin, dass dieser Aufschwung durch Kredite finanziert worden war und damit die hohe Verschuldung der Zuckermühlenbesitzer die Wirtschaft in ein paar Jahren wieder in eine Krise stürzte.
Dass es der Kolonie finanziell so gut ging, war letztendlich auch durch den Sklavenhandel und die Arbeit der Sklaven erreicht worden. Zu Beginn der Arbeit in Brasilien hatte man die Idee, niederländische Kolonisten für die Arbeit in den Zuckermühlen einzusetzen. Da diese aber nicht in ausreichender Zahl zur Verfügung standen, wurde der Mangel durch afrikanische Sklaven ausgeglichen. Johann Moritz war der Meinung, dass man die Arbeit in Brasilien nicht ohne Sklaven machen könnte. Vor Johann Moritzens Aufenthalt in Brasilien hatte es so gut wie keinen niederländischen Sklavenhandel gegeben. Das änderte sich mit der Kolonie in Brasilien. Die westindische Kompanie hatte angeordnet, von der Westküste Afrikas in regelmäßigen Abständen Sklaven nach Pernambuco zu bringen. Zwischen 1636 und 1645 wurden insgesamt mehr als 23000 afrikanische Sklaven nach Brasilien gebracht. Dabei ist nicht ganz klar, wie groß die Beteiligung von Johann Moritz am Sklavenhandel selbst war.